# Embacang (Mesuji Raya)
Embacang is een bestuurslaag in het regentschap Ogan Komering Ilir van de provincie Zuid-Sumatra, Indonesië. Embacang telt 2029 inwoners (volkstelling 2010).